# Округ Чарлс Сити (Вирџинија)
Чарлс Сити (енгл. Charles City County) је округ у америчкој савезној држави Вирџинија.

## Демографија
По попису из 2010. године број становника је 7.256, што је 330 (4,8%) становника више него 2000. године.
| Група             | 2000.         | 2010.         |
| Белци             | 2.454 (35,4%) | 2.939 (40,5%) |
| Афроамериканци    | 3.799 (54,9%) | 3.513 (48,4%) |
| Азијати           | 7 (0,1%)      | 25 (0,3%)     |
| Хиспаноамериканци | 45 (0,6%)     | 88 (1,2%)     |
| Укупно            | 6.926         | 7.256         |